# Capriva del Friuli
Capriva del Friuli (friuli nyelven: Caprive, szlovénül: Koprivno) település Olaszországban, Friuli-Venezia Giulia régióban, Gorizia megyében. Lakosainak száma 1639 fő (2023. január 1.). Capriva del Friuli Cormons, Moraro, Mossa, San Floriano del Collio és San Lorenzo Isontino községekkel határos.

## Népesség
A település népességének változása:
| Lakosok száma | 1711 | 1717 | 1639 |
|               | 2017 | 2018 | 2023 |